# Numéro Vert

Le Numéro Vert est une marque de Orange désignant une catégorie de numéros de téléphones gratuits. Par extension, la marque est devenue une expression courante désignant les numéros gratuits entrant même dans le vocabulaire commun hors de France comme en Belgique.

## Histoire
Les numéros verts, en 0800 à 0805, sont gratuits depuis la France, y compris pour les appels passés depuis un téléphone mobile. Auparavant[Quand ?] ils pouvaient être surfacturés par les opérateurs mobiles lorsque l'appel n'était pas émis depuis un poste fixe.

## Numéros et tarifs

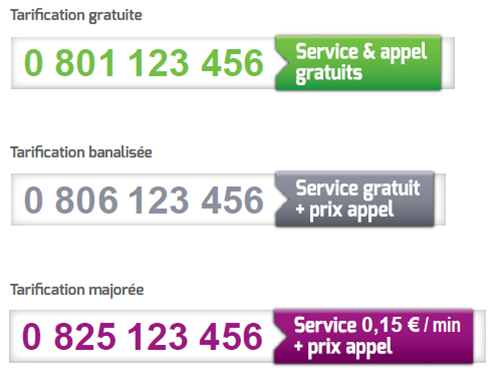

Les numéros français à dix chiffres commençant par 0800 à 0805 sont des numéros pour lesquels la communication est gratuite pour l'appelant.
L'appellation et la tarification ont changé à compter du 1er octobre 2015.

## Utilisation de la marque
Les opérateurs autres que Orange peuvent aussi utiliser l’appellation Numéro Vert.